# Oguzhan Özlesen
Oguzhan Özlesen (* 25. Jänner 2002 in Wien) ist ein österreichischer Fußballspieler.

## Karriere
Özlesen begann seine Karriere beim Team Wiener Linien. Zur Saison 2010/11 wechselte er in die Jugend des FK Austria Wien. Ab der Saison 2016/17 durchlief er auch sämtliche Altersstufen in der Akademie der Favoritner. Im Februar 2021 wechselte er zum Regionalligisten FC Mauerwerk. Nachdem die Spielzeit 2020/21 noch COVID-bedingt abgebrochen worden war, kam Özlesen in der Saison 2021/22 zu 21 Einsätzen in der Regionalliga. In der Saison 2022/23 spielte er 27 Mal in der Ostliga.
Zur Saison 2023/24 wechselte er zum Zweitligisten SV Ried. Für die Profis der Rieder kam er aber nie zum Zug, für die Amateure lief er achtmal in der Regionalliga auf. Bereits nach einem halben Jahr im Innviertel kehrte Özlesen im Jänner 2024 in die Hauptstadt zurück und wechselte zum Regionalligisten Wiener Sport-Club. Für den WSC kam er bis Saisonende zu 14 Einsätzen in der Ostliga.
Zur Saison 2024/25 wechselte er in die Türkei zum Zweitligisten Iğdır FK. Sein einziges Spiel für Iğdır absolvierte er im Rahmen des türkischen Pokalwettbewerbs gegen Muşspor, in dem er zugleich sein erstes Tor im Profifußball erzielte. Ohne Ligaeinsatz für Iğdır wurde er im Jänner 2025 an den Viertligisten Alanya 1221 FSK verliehen. Bei Alanya gab er im Jänner 2025 gegen Yozgat Belediyesi Bozokspor sein Profidebüt in der TFF 3. Lig. Während der Leihe kam er zu 15 Viertligaeinsätzen, in denen er dreimal traf.